# 퍼스 글로리 FC

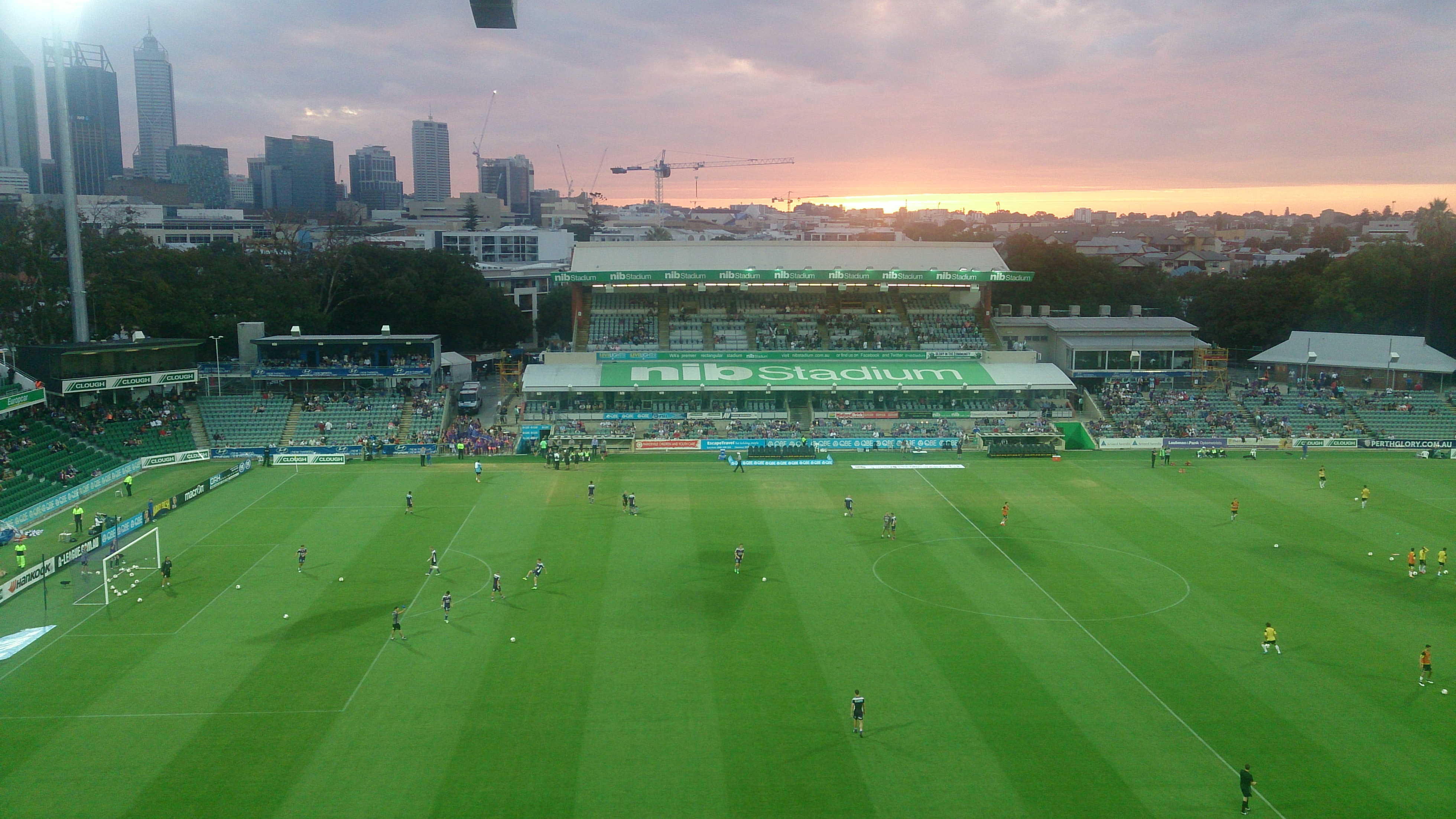

퍼스 글로리 FC(Perth Glory FC)는 A리그에 소속된 오스트레일리아의 프로 축구단으로 웨스턴오스트레일리아주의 퍼스를 연고지로 한다.

## 우승 기록

### 국내 대회

#### 리그
- A리그 챔피언십

 준우승 (1): 2012

#### 컵
- FFA컵

 준우승 (2): 2014, 2015
- A리그 프리시즌 챌린지컵

 준우승 (2): 2005, 2007

## 선수 명단

### 현역
참고: FIFA 자격 규정에 따라 소속된 국가대표팀 국기를 표시합니다. 선수는 복수의 FIFA 비회원국 국적을 가지고 있을 수 있습니다.
| 번호 | 포지션 | 국적 | 이름 |
| ---- | ------ | ---- | ---- |

| 번호 | 포지션 | 국적 | 이름            |
| ---- | ------ | ---- | --------------- |
| 22   | FW     |      | 타가트          |
| 36   | DF     |      | 오카모토 타쿠야 |

## 역대 감독
| 감독                | 임기        |
| ------------------- | ----------- |
| 토니 포포비치       | 2018 ~ 2020 |
| 데이비드 즈드릴리치 | 2024 ~      |